# Харлан, Василий Кузьмич
Василий Кузьмич Харлан (укр. Василь Кузьмич Харлан; 1914 год — дата смерти неизвестна) — старший чабан совхоза имени Шмидта Очаковского района Николаевской области, Украинская ССР. Герой Социалистического Труда (1958). Депутат Верховного Совета Украинской ССР 5-го созыва.
С 1940-х годов — чабан, старший чабан совхоза имени Шмидта Очаковского района.
В 1957 году бригада Василия Харлана получила высокий приплод ягнят. Указом Президиума Верховного Совета СССР от 26 февраля 1958 года «за особые заслуги в развитии сельского хозяйства и достижение высоких показателей по производству зерна, сахарной свеклы, мяса, молока и других продуктов сельского хозяйства и внедрение в производство достижений науки и передового опыта» удостоен звания Героя Социалистического Труда с вручением ордена Ленина и золотой медали «Серп и Молот».
Избирался депутатом Верховного Совета УССР 5-го созыва.
Дата смерти не установлена.